# Haageocereus

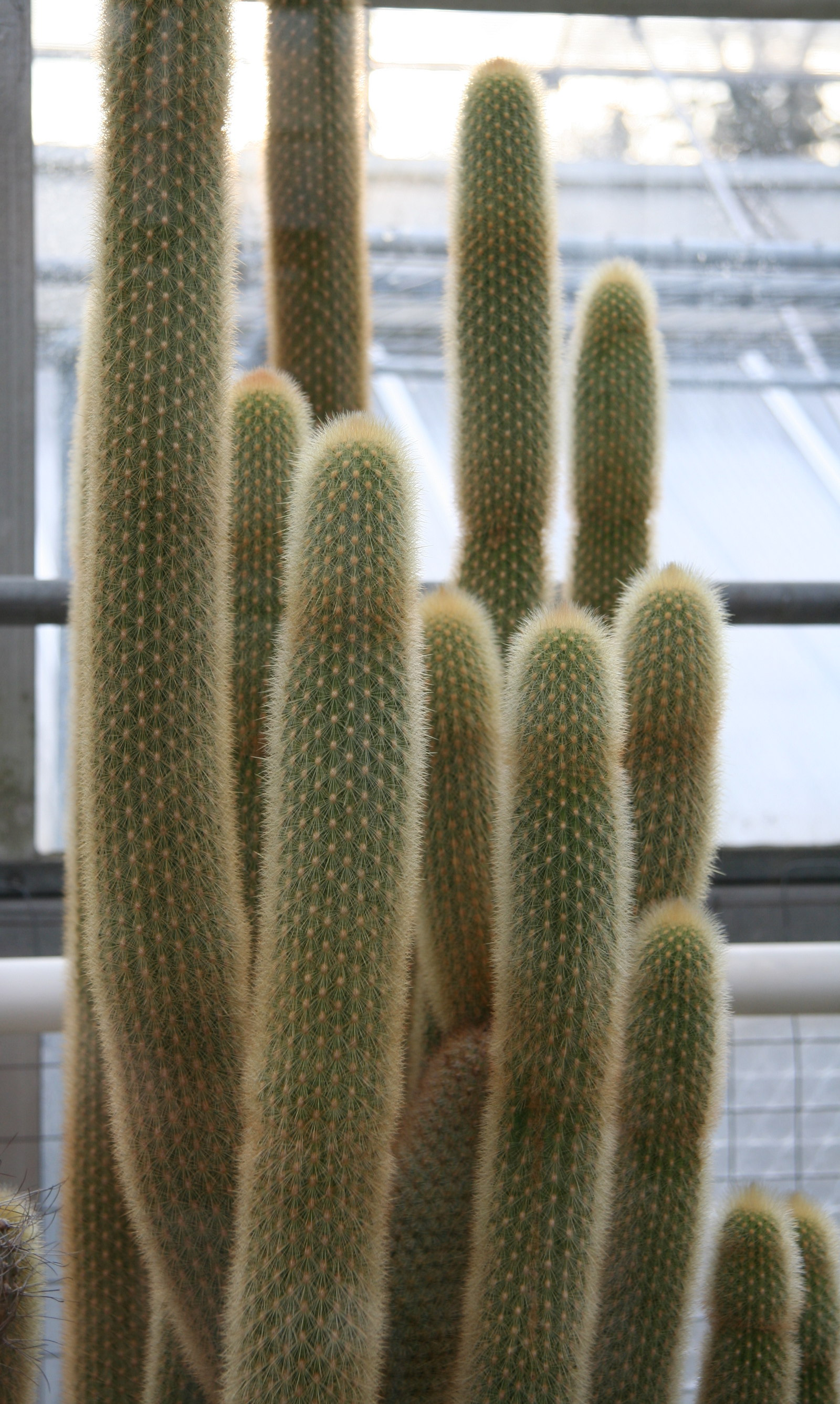
Haageocereus fascicularis

Haageocereus Backeb. – rodzaj sukulentów z rodziny kaktusowatych (Cactaceae). Gatunki z tego rodzaju występują w zachodnim Peru i północnym Chile.

## Systematyka
Synonimy
Floresia Krainz & F. Ritter ex Backeb. (nom. inval.), Haageocactus Backeb. (nom. inval.), Lasiocereus F. Ritter, Neobinghamia Backeb., Peruvocereus Akers
Pozycja systematyczna według APweb (aktualizowany system APG III z 2009)
Należy do rodziny kaktusowatych (Cactaceae) Juss., która jest jednym z kladów w obrębie rzędu goździkowców (Caryophyllales) i klasy roślin okrytonasiennych. W obrębie kaktusowatych należy do plemienia Trichocereeae , podrodziny Cactoideae.
Pozycja w systemie Reveala (1993-1999)
Gromada okrytonasienne (Magnoliophyta Cronquist), podgromada Magnoliophytina Frohne & U. Jensen ex Reveal, klasa Rosopsida Batsch, podklasa goździkowe (Caryophyllidae Takht.), nadrząd Caryophyllanae Takht., rząd goździkowce (Caryophyllales Perleb), podrząd Cactineae Bessey in C.K. Adams, rodzina kaktusowate (Cactaceae Juss.), rodzaj Haageocereus Backeb.
Gatunki
- Haageocereus albispinus (Akers) Rauh & Backeb.
- Haageocereus albus (F. Ritter) P.V. Heath
- Haageocereus australis Backeb.
- Haageocereus chalaensis F. Ritter
- Haageocereus churinensis (F. Ritter) P.V. Heath
- Haageocereus comosus Rauh & Backeb.
- Haageocereus cuzcoensis (Knize) P.V. Heath
- Haageocereus decumbens (Vaupel) Backeb.
- Haageocereus fascicularis (Meyen) F. Ritter
- Haageocereus fulvus F. Ritter
- Haageocereus icensis Backeb. ex F. Ritter
- Haageocereus icosagonoidesRauh & Backeb.
- Haageocereus lanugispinus F. Ritter
- Haageocereus limensis (Salm-Dyck) F. Ritter
- Haageocereus longicomus (F. Ritter) P.V. Heath
- Haageocereus multangularis (Haw.) F. Ritter
- Haageocereus pacalaensis Backeb.
- Haageocereus platinospinus (Werderm. & Backeb.) Backeb.
- Haageocereus rauhii (Backeb.) P.V. Heath
- Haageocereus rubrospinus (Akers) Cullman
- Haageocereus salmonoideus (Akers) Backeb.
- Haageocereus seticeps Rauh & Backeb.
- Haageocereus smaragdiflorus Rauh & Backeb.
- Haageocereus subtilispinus F. Ritter
- Haageocereus tenuis F. Ritter
- Haageocereus toratensis (F. Ritter) P.V. Heath
- Haageocereus versicolor (Werderm. & Backeb.) Backeb.
- Haageocereus vulpes F. Ritter
- Haageocereus winterianus (F. Ritter) P.V. Heath
- Haageocereus zangalensis F. Ritter